# Altopiano di Sơn La
L'altopiano di Sơn La è un altopiano del Vietnam nord-occidentale. Si trova ad un'altitudine di 600 m, e si estende per circa 100 km di lunghezza dal distretto di Yên Châu (nell'est della provincia di Sơn La) al distretto di Tuần Giáo (provincia di Điện Biên) e per circa 25 km di larghezza. Questo altopiano è composto principalmente da scisto e calcare.
Sull'altopiano vi sono alcune zone dotate di terreno fertile e acqua a sufficienza, come nell'area di Chiềng Đông (distretto di Yên Châu) e nel distretto di Mai Sơn. Ma ci sono anche aree in cui l'acqua è molto scarsa, come nelle regioni di Nà Sản e di Cò Nòi (entrambe nel distretto di Mai Sơn), talvolta considerate come due altopiani distinti. La parte meridionale dell'altopiano di Sơn La è ricoperta da fitte foreste. In quella settentrionale, invece, la vegetazione è costituita soprattutto da praterie.
Il clima è generalmente fresco, e durante gli inverni possono esservi anche delle gelate. In estate, talvolta, spirano venti dal vicino Laos.
Sull'altopiano vengono estratti rame e nichel.